# Ateliers Piccard-Pictet & Cie.
Ateliers Piccard-Pictet & Cie. war ein Schweizer Unternehmen, das sich mit der Herstellung von Wasserturbinen und Autos befasste.

## Geschichte

### Vorgängerfirmen
Das Unternehmen geht auf die 1861 von Louis-Frédéric Staib in Genf gegründete Schlosserei L. F. Staib & Cie. zurück, in die im selben Jahr Jules Weibel eintrat, der an der École centrale des arts et manufactures in Paris zum Ingenieur ausgebildet worden war. Zweck des Unternehmens war die Herstellung von Warmluftöfen für die Gebäudeheizung. Nach dem Tod des Inhabers im Jahre 1866 übernahm Weibel den Betrieb, der fortan unter Jules Weibel & Cie. firmierte. Er richtete sein Geschäft internationaler aus und präsentierte seine Produkte auf der Weltausstellung 1867 in Paris, wobei Weibel in diesen Aktivitäten von Paul Piccard unterstützt wurde, der einen Ingenieurabschluss vom Eidgenössischen Polytechnikum Zürich besass.
1868 trat Emile Briquet in das Unternehmen ein, und Jules Faesch wurde finanzieller Teilhaber. In Paris wurde ein festes Büro eingerichtet, und das Unternehmen firmierte entsprechend den neuen Verhältnissen unter Weibel, Briquet & Cie. Es nahm an der Weltausstellung 1873 in Wien teil, wo neben den Warmluftöfen auch Kochherde für die Gastronomie und ein Reisezugwagen mit Warmwasserheizung gezeigt wurden.

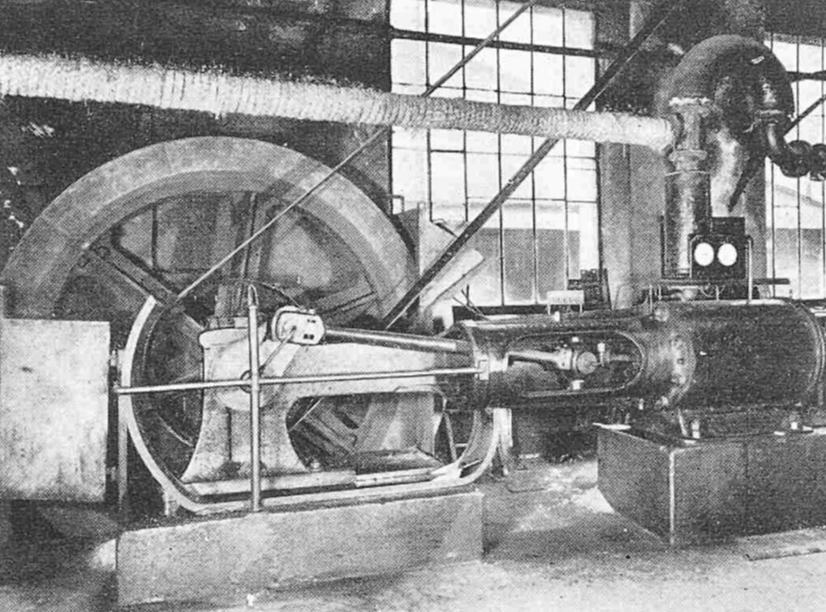
Von einem Wasserrad angetriebener Kompressor des 1878 in der Saline Bex installierten Piccard-Apparates

1878 baute Weibel, Briquet & Cie. für das Salzbergwerk Bex eine Sole-Verdampfungsanlage mit Beheizung durch Thermokompression. Dieser sogenannte Piccard-Apparat gilt als erste Anlage weltweit, in der das Verfahren erfolgreich für die Produktion eingesetzt wurde. Auch wenn die Anlage nicht ganz den versprochenen Wirkungsgrad erreichte, waren die Brennstoff-Einsparungen erheblich. Um das Patent der erfolgversprechenden Anlage zu verwerten, wurde unter der Leitung von Jules Weibel die Société pour l’explotiation des brevets Piccard gegründet, der auch Piccard, Faesch auch Albert Filiol angehörten. Eine weitere Anlage derselben Bauart wurde 1879 in der Saline Ebensee in Österreich installiert. Vor Piccard hatte bereits Peter von Rittinger versucht, eine solche Anlage in Betrieb zu nehmen, er konnte aber das Problem mit dem Fouling an den Wärmetauschern nicht bewältigen. Piccard führte zur Beseitigung des Foulings eine mechanische Einrichtung ein, die den Belag vom Wärmetauscher während des Betriebs abschälen konnte, was der Anlage zum Durchbruch verhalf. Weitere Anlagen wurden in ganz Europa installiert.

### Faesch & Piccard

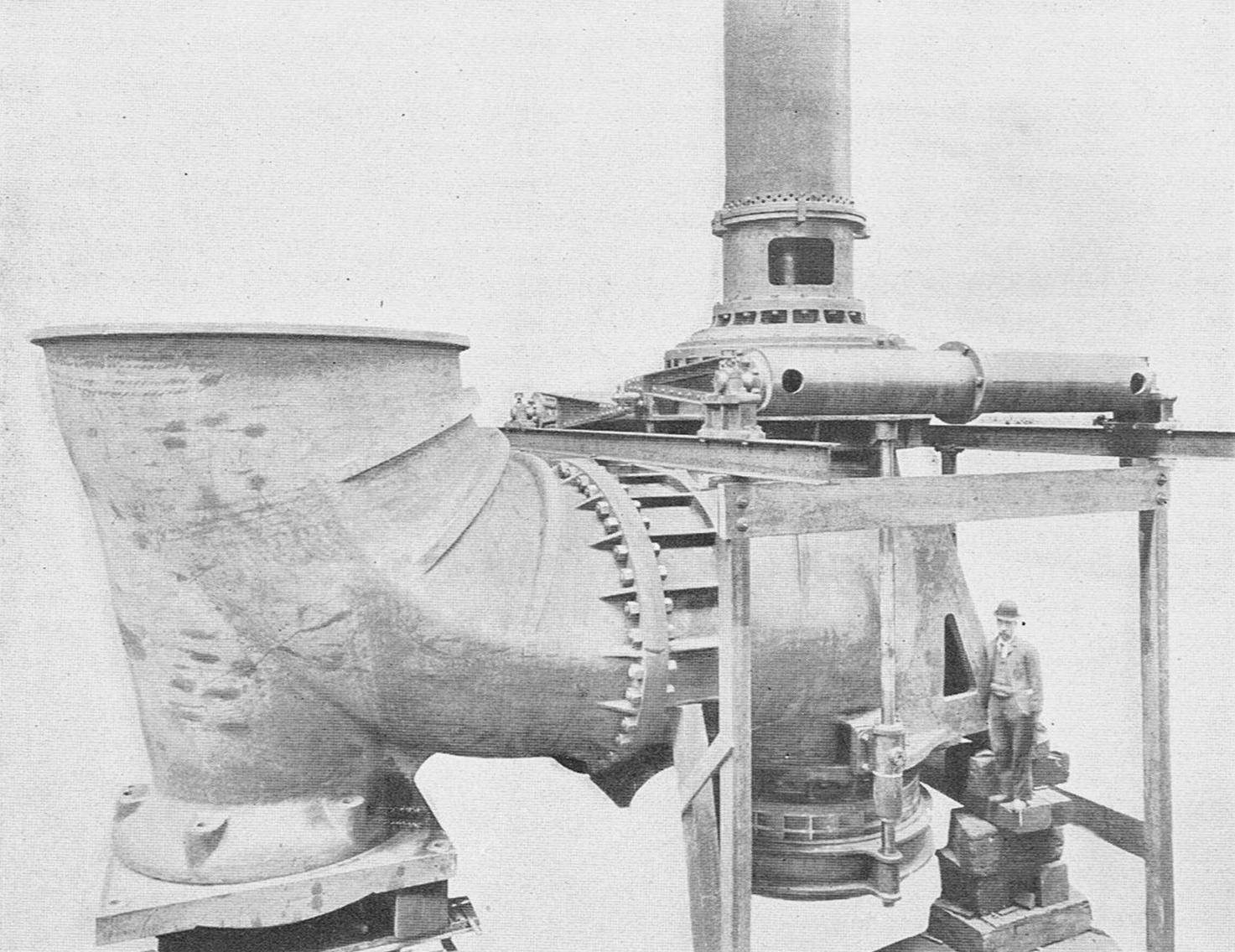
5000 PS-Turbine von Faesch & Piccard für die Edward Dean Adams Power Plant an den Niagarafällen

Im Jahre 1886 starb Jules Weibel. Die Leitung der Firma wurde von Jules Faesch und Paul Piccard übernommen, die Herstellung von Heizungen an Audéoud & Cie. abgetreten, um sich ganz auf die Herstellung von Wasserkraftanlagen zu konzentrieren, und das Unternehmen in Faesch & Piccard umbenannt.
Im selben Jahr wurde in Genf die Usine Force Motrice in Betrieb genommen, die zu den ersten Wasserkraftanlagen mit Verteilnetz gehörte. Die Verteilung der Energie erfolgte mit einer Druckwasserversorgung, nicht mit Elektrizität. Die ehemalige Weibel, Briquet & Cie. baute die Metallkonstruktionen, nicht aber die Turbinen der Anlage, die von Escher Wyss AG geliefert wurden. Für die Umwandlung der Energie des Druckwassers in eine drehende Bewegung entwickelte Paul Piccard Wasserturbinen. Damit die Drehzahl dieser Turbinen unabhängig von der benötigten Antriebsleistung war, entwickelte Piccard einen hydraulischen Servomotor mit integriertem Lastregler. Die erste Ausführung des Reglers benutzte Druckwasser als Arbeitsmedium, was aber wegen der Verunreinigungen des Wassers nicht optimal war. Bei der Weiterentwicklung wurde zuerst Öl als Arbeitsmedium verwendet, bevor in der endgültigen Version auf die Flüssigkeiten ganz verzichtet wurde.
Als grösster Erfolg von Faesch & Piccard kann der Gewinn des Wettbewerbs um die Lieferung der Turbinen für die Edward Dean Adams Power Plant betrachtet werden. Die an den Niagarafällen in Nordamerika gebaute Anlage war das erste Grosskraftwerk der Welt. Die 5000 PS leistenden Turbinenräder wurden wegen Einfuhrzöllen in Amerika hergestellt, deren Regler aber aus der Schweiz geliefert.

### Piccard-Pictet & Cie

Werksgelände in Charmilles, ca. 1910

Im Jahre 1893 trat Lucien Pictet in das Unternehmen ein. Pictet hatte das Hochschulstudium in Zürich abgeschlossen und arbeitete zuvor bei Escher Wyss und ACMV. Mit dem Tod von Faesch im Jahre 1895 wurde Pictet Teilhaber der Firma, die sich fortan Société en nom collectif Piccard & Pictet nannte. 1898 wurde sie in eine Kommanditgesellschaft umgewandelt und nannte sich Société en commandite Piccard, Pictet & Cie. Im selben Jahr bezog das Unternehmen ein neues Werksgelände in Charmilles an der Route de Lyon 109, weil das alte zu klein geworden war.
1906 wurde das Unternehmen in die Aktiengesellschaft mit dem Namen Ateliers Piccard-Pictet & Cie. umgewandelt. Im selben Jahr nahm das Unternehmen im Namen der 1904 von Lucien Pictet alleine gegründeten Société d’Automobiles à Genève (SAG) die Herstellung von Automobilen auf, wobei nur das Fahrgestell mit Motor geliefert wurde und der Kunde bei einem Karossier selbst den Aufbau besorgen musste – ein zu dieser Zeit übliches Vorgehen. Das Design der Fahrgestelle stammte von Marc Birkigt, dem Chefkonstrukteur von La Hispano-Suiza, die Fertigung erfolgte unter seiner Lizenz. Von 1907 bis 1909 entstanden bloss 165 Chassis, was nicht genügend Rendite für SAG abwarf, sodass die Firma zahlungsunfähig wurde. Sie wurde deshalb von Ateliers Piccard-Pictet & Cie., dem Hauptgläubiger übernommen. Die Produktion der Fahrgestelle wurde nun unter der Marke Pic-Pic fortgeführt. Während des Ersten Weltkriegs wurden nur noch für die Schweizer Armee Fahrgestelle gebaut, dafür wurden Granatzünder für die Entente cordiale hergestellt.

#### Französisch-schweizerische Industriegruppe

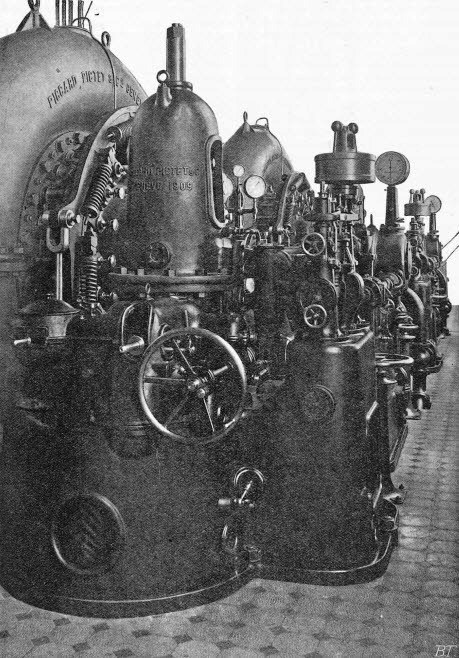
Einphasen-Bahnstrom-Turbine der Ateliers Piccard-Pictet & Cie. für die Energieversorgung der Lötschberglinie im Kraftwerk Spiez. Piccard-Pictet erhielt den Auftrag wegen des im Vordergrund sichtbaren Turbinenreglers, welcher Lastwechsel im Bahnnetz schnell ausgleichen konnte.

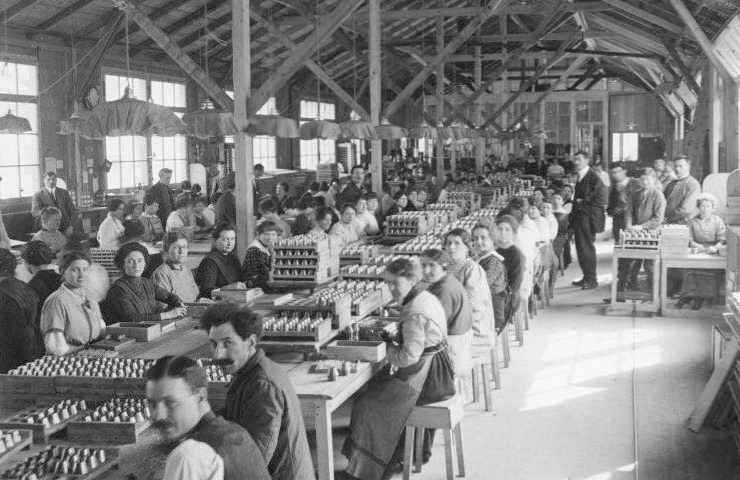
Zündermontage während des Ersten Weltkriegs

Mit dem im Krieg erwirtschafteten Kapital und der Unterstützung von Banken sollte der ambitiöse Plan einer grossen französisch-schweizerischen Industriegruppe finanziert werden. Diese sollte sowohl im Energie- wie auch im Transportsektor tätig sein und hatte vor allem die Aufgabe, die Autoproduktion aufzubauen. Die Investoren waren zahlreich. Es waren dies die Kohlengruben von Dorénaz und Semsales, das Kraftwerk in Bex, die Giesserei Rosario in Genf, die Fahrzeugmechaniker SIMAR (Hersteller von Bodenfräsen), Gangloff (Karosserien), Motosachoche (Motorräder) und Martini (Autos), die Elektrofirmen Sécheron und BBC, sowie die Maschinenbaufirmen SIP (Werkzeugmaschinen) und ACMV.

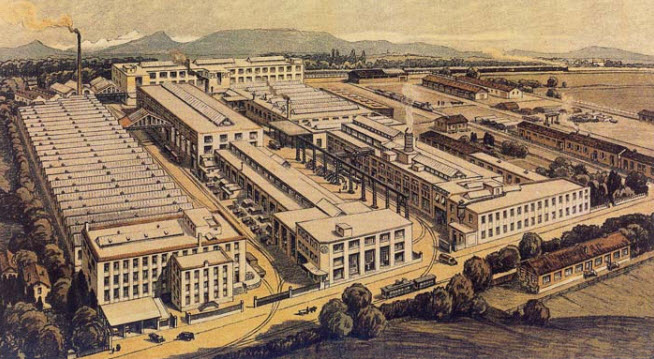
Werksgelände mit der neuen Fabrik von 1920

Die beiden Architekten Revilliod und Turettini erhielten den Auftrag, die Hallen für eine neue Autofabrik zu errichten, die in der Lage sein sollte, 1500 Fahrzeuge pro Jahr zu fertigen. Auf der Basis eines mündlichen Vertrages wurde ein zentrales Lager, eine grossflächige Werkstatt, eine Härterei und eine zweistöckige Montagehalle für die Chassis errichtet. Für den Turbinenbau wurde die Fläche der Montagehalle verdreifacht, die Höhe verdoppelt und Hallenkräne vorgesehen. Auch die Giesserei wurde vergrössert und mit neuer Einrichtung versehen. Für die innerbetrieblichen Transporte wurde ein Netz von Meterspurgleisen verlegt.

#### Nach dem Ersten Weltkrieg
Weniger als zwei Monate nach Kriegsende war die Automobilfabrik fertiggestellt. Piccard & Pictet erkannte, dass man preismässig mit den kostengünstigen Standardprodukten der Autoindustrie in Amerika, Grossbritannien und Frankreich nicht mithalten konnte, weshalb sie sich auf das Segment der teuren Luxusautos verlegte, das während der Kriegsjahre ohnehin nicht mehr bedient worden war. Wegen des guten Rufes gelang es der Firma, allein aus Frankreich in kurzer Zeit 2800 Bestellungen zu bekommen. Der Bekanntheitsgrad von Pic-Pic wurde durch die Beteiligung an einem zukunftsweisenden Projekt für eine Arbeiter-Gartenstadt weiter erhöht. Während im Sommer 1918 noch Teile für Rolls-Royce hergestellt wurden, legte die Firmenleitung im März 1919 die erste eigene Serie von 500 Pic-Pic-Autos auf. Die Fahrzeuge mit Vierzylindermotor sollten innerhalb von sechs Monaten gebaut werden.

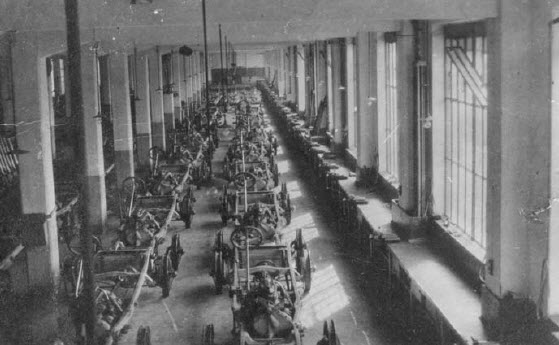
Montagehalle mit den drei Produktionsstrassen, ca. 1920

Die Teile für die Autos wurden fast alle im Hause hergestellt, sodass auf Zulieferer verzichtet werden konnte. Es stand ein grosser Park von Oerlikon-Werkzeugmaschinen und Citroën-Verzahnungsmaschinen zur Verfügung, mit denen die damals neuartige Pfeilverzahnung der laufruhigen Getriebezahnräder hergestellt werden konnte. Auch wenn die Produktion nicht vollständig taylorisiert war wie bei Ford, wurde eine industrielle Serienfertigung eingeführt, die gegenüber der Manufaktur vor dem Krieg in kürzerer Zeit grössere Stückzahlen hervorbringen sollte. Die einzelnen Baugruppen wie Rahmen, Getriebe, Federung und Bremsen, wurden vormontiert und zum Zwischenlager im Keller der Automontagehalle gebracht. Im Erdgeschoss und im ersten Stock der Halle wurden auf insgesamt drei Montagelinien die Fahrgestelle gebaut. Diejenigen, die für die Ausstattung mit Standard-Karosserien vorgesehen waren, wurden in den zweiten Stock verbracht, wo von Gangloff geschulte Mitarbeiter die Aufbauten herstellten. Die Verkleidungsbleche für die Struktur wurden ebenfalls im Hause zugeschnitten und vorgeformt. Danach wurden die Autos zur Inbetriebsetzung und Reinigung gefahren. Die Montage eines Autos benötigte mehr als 1000 Stunden; der Zusammenbau eines Ford benötigte im Vergleich dazu 1923 gerade mal 160 Stunden.

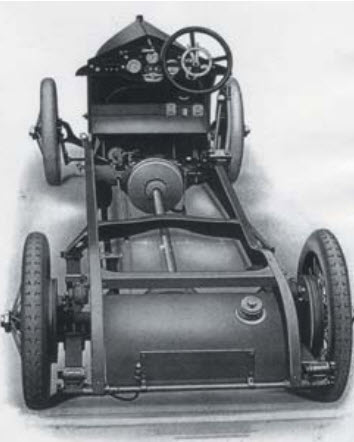
Chassis mit Schiebermotor, Ansicht von hinten, ca. 1919

Als die ersten Fahrgestelle aus den Produktionsstrassen rollten, zeigten sich Probleme bei der Motorenfertigung. Die Fahrzeuge sollten mit besonders leisen ventillosen Schiebermotoren nach einem von Pic-Pic verbesserten Patent von Argyll Motors ausgerüstet werden. Auch wenn das Ziel in puncto Lärm erreicht wurde, hatte man keine Erfahrung mit der Fertigung solcher Motoren. Die übereinander gleitenden konzentrischen Rohre, welche die Funktion der Ein- und Auslassventile übernahmen, mussten auf den hundertstel Millimeter gefertigt werden, sonst kam es zu Leckagen oder zur Zerstörung des Motors. Um das Gesicht nicht zu verlieren, wies das Management die Schuld an der Misere der schlechten Qualität der amerikanischen Stähle zu und ordnete zugleich eine Nachschulung der Mitarbeiter an. Der Produktionsrückstand wurde immer grösser. Im Mai 1920, das waren 15 Monate nach Fertigungsaufnahme, hatten erst 100 Fahrgestelle das Werk verlassen. Obwohl der nur unzuverlässig funktionierende Schiebermotor aufgegeben wurde, war der Schaden schon angerichtet. Die Kundschaft war alarmiert und trat von den Verträgen zurück. Die Fahrzeuge fanden keine Abnehmer mehr und konnten nur zu Rabattpreisen abgesetzt werden, die 60 bis 70 % unter den Gestehungskosten angesetzt waren.
Nach der Finanzkrise von 1919 wurde das Unternehmen im Dezember 1920 zahlungsunfähig, sodass 1500 Arbeiter und 300 Angestellte arbeitslos wurden. Es blieb ein Schuldenberg von 23,4 Mio. Franken übrig, der sich wie folgt zusammensetzte: 7,4 Mio. Defizit der Autofabrik, 8 Mio. von der Vergrösserung des Werks und 8 Mio. von Beteiligungen an anderen Firmen, von denen der Verwaltungsrat oft nichts wusste.

### Nachfolgefirmen
Der Schweizerische Bankverein und die Comptoir national d’etescompte de Paris, ein Vorläufer von BNP Paribas, waren die Hauptgläubiger der insolventen Ateliers Piccard-Pictet & Cie. Um das in der Fabrik gebundene Kapital und die Mitarbeiter zu retten, blieb ihnen nichts anderes übrig, als ein neues Unternehmen zu gründen. Dadurch entstanden 1921 die Ateliers des Charmilles SA unter der Leitung von René Neeser, welche den allgemeinen Maschinenbau und der Bau von Wasserturbinen weiter führten.
In Zusammenarbeit mit dem Motorhersteller Gnome & Rhône sollte der Bau von Pic-Pic-Automobilen neu lanciert werden. Es wurden einige wenige Autos gebaut. 1922 erschien ein Prototyp mit Achtzylinder-Motor und 6 Liter Hubraum, der 1924 das letzte Mal am Genfer Auto-Salon ausgestellt wurde bevor die Produktion im selben Jahr für immer schloss.

## Erhaltene Gebäude

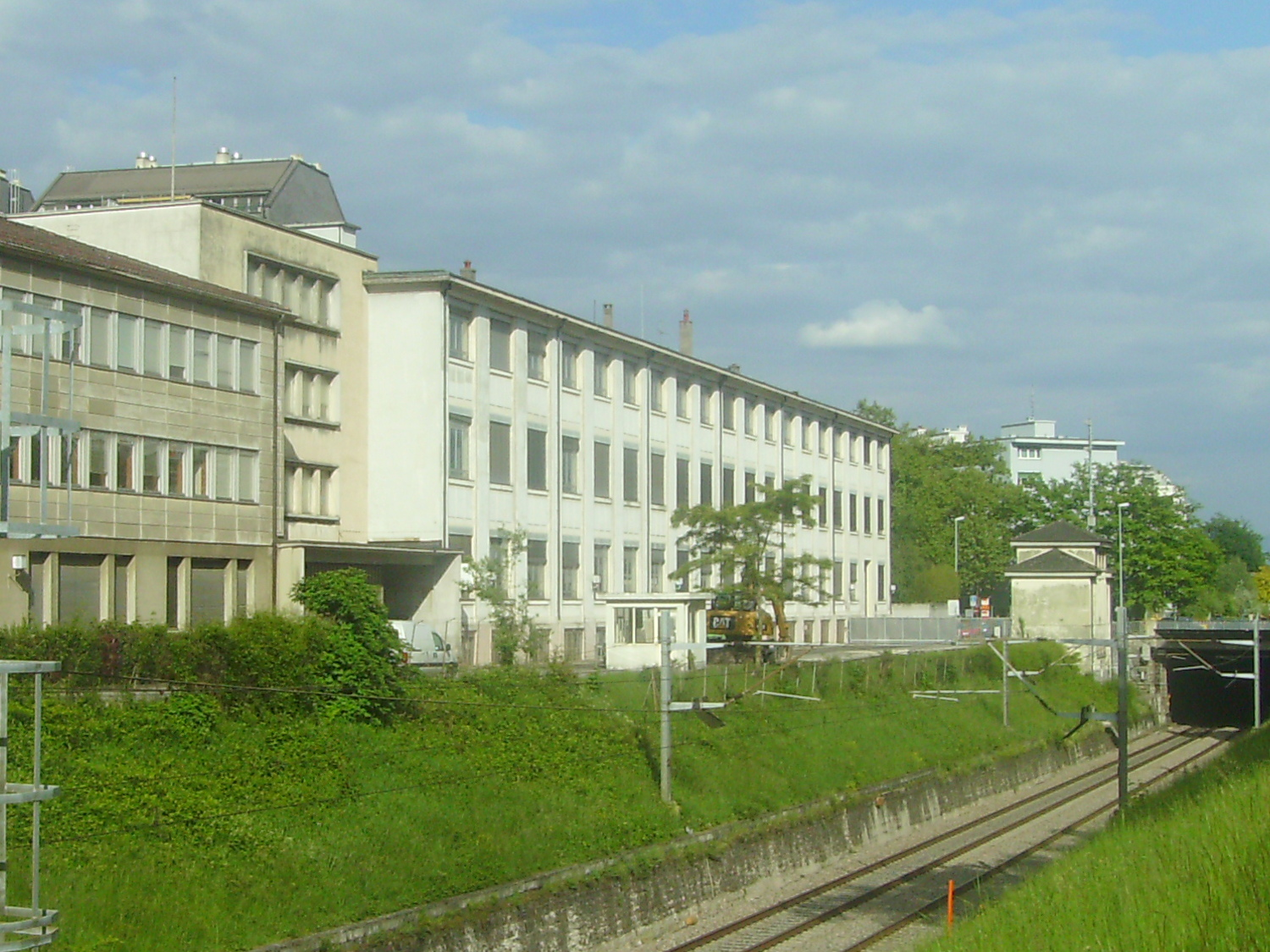
Automontagehalle der Ateliers Piccard-Pictet & Cie. im Jahr 2010

Die Automontagehalle  wurde von den Ateliers des Charmilles nach Einstellung des Fahrzeugbaus nicht mehr genutzt und an Fremdfirmen vermietet. Darunter war unter anderem die Zünderfabrik Tavaro, die später durch die ELNA Nähmaschinen bekannt wurde und bis 1995 das Gebäude nutzte. Danach stand es ungefähr 15 Jahre leer, bis die Räume der Fabrik 2013 für Loftwohnungen umgenutzt wurden und zwei zusätzliche Obergeschosse auf die Fabrik aufgesetzt wurden. Die Umnutzung stand im Zusammenhang mit der Neugestaltung des durch den Abbruch des Stade des Charmilles frei gewordenen Geländes. Das Gebäude steht unter Heimatschutz aufgrund seiner Architektur, die für Industriebauten des frühen 20. Jahrhunderts typisch ist.